# Línea 655 (Interurbanos Madrid)
La línea 655 de la red de autobuses interurbanos de Madrid une el intercambiador de Moncloa (Madrid) con el Hospital Puerta de Hierro (Majadahonda).

## Características
Esta línea une el intercambiador de Moncloa con Majadahonda y su hospital. El trayecto tiene una duración de 30 minutos entre cabeceras.
Circula por el carril Bus-VAO de la A-6 mientras esté abierto.
Siguiendo la numeración de líneas del CRTM, las líneas que circulan por el corredor 6 son aquellas que dan servicio a los municipios situados en torno a la A-6 y comienzan con un 6. Aquellas numeradas dentro de la decena 650 corresponden a aquellas que circulan por Pozuelo de Alarcón y Majadahonda.
La línea no mantiene los mismos horarios todo el año, desde el 1 al 31 de julio se reducen el número de expediciones los días laborables entre semana (sábados laborables, domingos y festivos tienen los mismos horarios todo el año) y se reducen aún más durante el mes de agosto (también solo los días laborables entre semana), además de los días excepcionales vísperas de festivo y festivos de Navidad en los que los horarios también cambian y se reducen.
Está operada por Avanza Movilidad Integral mediante la concesión administrativa VCM-601 - Madrid – Pozuelo de Alarcón –  Majadahonda – Alcorcón (Viajeros Comunidad de Madrid) del Consorcio Regional de Transportes de Madrid.
1. ↑  «Detalle línea 655». Avanza Madrid. Consultado el 24 de noviembre de 2023.

## Horarios

### 1 septiembre - 30 junio
| Lunes a viernes laborables   | Lunes a viernes laborables   | Sábados laborables, domingos y festivos | Sábados laborables, domingos y festivos |
| Madrid > Hosp. Puerta Hierro | Hosp. Puerta Hierro > Madrid | Madrid > Hosp. Puerta Hierro            | Hosp. Puerta Hierro > Madrid            |
| 06:35                        | 06:00                        | 07:30                                   | 06:45                                   |
| 06:45                        | 06:30                        | 09:00                                   | 08:15                                   |
| 07:15                        | 07:00                        | 10:30                                   | 09:45                                   |
| 07:45                        | 07:30                        | 11:00                                   | 10:15                                   |
| 08:15                        | 08:00                        | 12:00                                   | 11:15                                   |
| 09:10                        | 08:07                        | 13:30                                   | 12:45                                   |
| 09:15                        | 08:30                        | 14:00                                   | 13:15                                   |
| 09:45                        | 09:00                        | 15:00                                   | 14:15                                   |
| 10:15                        | 09:30                        | 16:00                                   | 15:15                                   |
| 10:45                        | 10:00                        | 17:30                                   | 16:45                                   |
| 11:15                        | 10:30                        | 19:00                                   | 18:15                                   |
| 11:45                        | 11:00                        | 20:30                                   | 19:45                                   |
| 12:15                        | 11:30                        | 21:00                                   | 20:15                                   |
| 12:45                        | 12:00                        | 22:00                                   | 21:15                                   |
| 13:15                        | 12:30                        | 23:30                                   | 22:45                                   |
| 13:45                        | 13:00                        | 00:30                                   | 23:45                                   |
| 14:15                        | 13:30                        |                                         |                                         |
| 14:45                        | 14:00                        |                                         |                                         |
| 15:15                        | 14:30                        |                                         |                                         |
| 15:45                        | 15:00                        |                                         |                                         |
| 16:15                        | 15:30                        |                                         |                                         |
| 16:45                        | 16:00                        |                                         |                                         |
| 17:15                        | 16:30                        |                                         |                                         |
| 17:45                        | 17:00                        |                                         |                                         |
| 18:15                        | 17:30                        |                                         |                                         |
| 18:45                        | 18:00                        |                                         |                                         |
| 19:15                        | 18:30                        |                                         |                                         |
| 19:45                        | 19:00                        |                                         |                                         |
| 20:15                        | 19:30                        |                                         |                                         |
| 20:45                        | 20:00                        |                                         |                                         |
| 21:15                        | 20:30                        |                                         |                                         |
| 21:45                        | 21:00                        |                                         |                                         |
| 22:15                        | 21:30                        |                                         |                                         |
| 22:45                        | 22:00                        |                                         |                                         |
| 23:15                        | 22:30                        |                                         |                                         |
|                              | 23:00                        |                                         |                                         |
| 00:15                        |                              |                                         |                                         |

### 1 - 31 julio
| Lunes a viernes laborables   | Lunes a viernes laborables   | Sábados laborables, domingos y festivos | Sábados laborables, domingos y festivos |
| Madrid > Hosp. Puerta Hierro | Hosp. Puerta Hierro > Madrid | Madrid > Hosp. Puerta Hierro            | Hosp. Puerta Hierro > Madrid            |
| 06:35                        | 06:00                        | 07:30                                   | 06:45                                   |
| 07:15                        | 06:30                        | 09:00                                   | 08:15                                   |
| 07:45                        | 07:00                        | 10:30                                   | 09:45                                   |
| 08:15                        | 07:30                        | 11:00                                   | 10:15                                   |
| 09:10                        | 08:00                        | 12:00                                   | 11:15                                   |
| 09:15                        | 08:07                        | 13:30                                   | 12:45                                   |
| 09:45                        | 08:30                        | 14:00                                   | 13:15                                   |
| 10:15                        | 09:00                        | 15:00                                   | 14:15                                   |
| 10:45                        | 09:30                        | 16:00                                   | 15:15                                   |
| 11:15                        | 10:00                        | 17:30                                   | 16:45                                   |
| 11:45                        | 10:30                        | 19:00                                   | 18:15                                   |
| 12:15                        | 11:00                        | 20:30                                   | 19:45                                   |
| 12:45                        | 11:30                        | 21:00                                   | 20:15                                   |
| 13:15                        | 12:00                        | 22:00                                   | 21:15                                   |
| 13:45                        | 12:30                        | 23:30                                   | 22:45                                   |
| 14:15                        | 13:00                        | 00:30                                   | 23:45                                   |
| 14:45                        | 13:30                        |                                         |                                         |
| 15:15                        | 14:00                        |                                         |                                         |
| 15:45                        | 14:30                        |                                         |                                         |
| 16:15                        | 15:00                        |                                         |                                         |
| 16:45                        | 15:30                        |                                         |                                         |
| 17:15                        | 16:00                        |                                         |                                         |
| 17:45                        | 16:30                        |                                         |                                         |
| 18:15                        | 17:00                        |                                         |                                         |
| 18:45                        | 17:30                        |                                         |                                         |
| 19:15                        | 18:00                        |                                         |                                         |
| 19:45                        | 18:30                        |                                         |                                         |
| 20:15                        | 19:00                        |                                         |                                         |
| 20:45                        | 19:30                        |                                         |                                         |
| 21:15                        | 20:00                        |                                         |                                         |
| 21:45                        | 20:30                        |                                         |                                         |
| 22:15                        | 21:00                        |                                         |                                         |
| 22:45                        | 21:30                        |                                         |                                         |
| 23:15                        | 22:00                        |                                         |                                         |
|                              | 22:30                        |                                         |                                         |
| 23:00                        |                              |                                         |                                         |
| 00:15                        |                              |                                         |                                         |

### 1 - 31 agosto
| Lunes a viernes laborables   | Lunes a viernes laborables   | Sábados laborables, domingos y festivos | Sábados laborables, domingos y festivos |
| Madrid > Hosp. Puerta Hierro | Hosp. Puerta Hierro > Madrid | Madrid > Hosp. Puerta Hierro            | Hosp. Puerta Hierro > Madrid            |
| 06:35                        | 06:00                        | 07:30                                   | 06:45                                   |
| 06:45                        | 06:30                        | 09:00                                   | 08:15                                   |
| 07:15                        | 07:00                        | 10:30                                   | 09:45                                   |
| 07:45                        | 07:30                        | 11:00                                   | 10:15                                   |
| 08:15                        | 08:00                        | 12:00                                   | 11:15                                   |
| 09:10                        | 08:07                        | 13:30                                   | 12:45                                   |
| 09:15                        | 08:30                        | 14:00                                   | 13:15                                   |
| 09:45                        | 09:00                        | 15:00                                   | 14:15                                   |
| 10:15                        | 09:30                        | 16:00                                   | 15:15                                   |
| 10:45                        | 10:00                        | 17:30                                   | 16:45                                   |
| 11:15                        | 10:30                        | 19:00                                   | 18:15                                   |
| 11:45                        | 11:00                        | 20:30                                   | 19:45                                   |
| 12:15                        | 11:30                        | 21:00                                   | 20:15                                   |
| 12:45                        | 12:00                        | 22:00                                   | 21:15                                   |
| 13:15                        | 12:30                        | 23:30                                   | 22:45                                   |
| 13:45                        | 13:00                        | 00:30                                   | 23:45                                   |
| 14:15                        | 13:30                        |                                         |                                         |
| 14:45                        | 14:00                        |                                         |                                         |
| 15:15                        | 14:30                        |                                         |                                         |
| 15:45                        | 15:00                        |                                         |                                         |
| 16:15                        | 15:30                        |                                         |                                         |
| 16:45                        | 16:00                        |                                         |                                         |
| 17:15                        | 16:30                        |                                         |                                         |
| 17:45                        | 17:00                        |                                         |                                         |
| 18:15                        | 17:30                        |                                         |                                         |
| 18:45                        | 18:00                        |                                         |                                         |
| 19:15                        | 18:30                        |                                         |                                         |
| 19:45                        | 19:00                        |                                         |                                         |
| 20:15                        | 19:30                        |                                         |                                         |
| 20:45                        | 20:00                        |                                         |                                         |
| 21:15                        | 20:30                        |                                         |                                         |
| 21:45                        | 21:00                        |                                         |                                         |
| 22:15                        | 21:30                        |                                         |                                         |
| 22:45                        | 22:00                        |                                         |                                         |
| 23:15                        | 22:30                        |                                         |                                         |
|                              | 23:00                        |                                         |                                         |
| 00:15                        |                              |                                         |                                         |

1. 1 2 3  Sale de la calle de la Princesa.
2. 1 2 3 4 5 6  La parada de descenso de la terminal en Madrid se encuentra en la calle de la Princesa.

## Recorrido y paradas
NOTA: Las paradas sombreadas en azul se realizan cuando circula por el lateral de la A-6.

### Sentido Majadahonda
| Código                                 | Parada                                      | Común con                                                                                             | Conexión con Metro | Municipio   | Zona |
| -------------------------------------- | ------------------------------------------- | --- | ------------------ | ----------- | ---- |
| Terminal de las expediciones diurnas   |                                             | |                    |             |      |
| 17480                                  | Intercambiador de Moncloa (dársena 38)      | 653 654                                                                                               | Moncloa            | Madrid      |      |
| Terminal de las expediciones nocturnas |                                             | |                    |             |      |
| 6003                                   | Moncloa (Ministerio del Aire)               | 651 652 654 656 656A 657 658A N901 N902 N906                                                          | Moncloa            | Madrid      |      |
| Paradas del itinerario común           |                                             | |                    |             |      |
| 1332                                   | Escuela Agronómica                          | 83 133 162 164 621 622 623 624 624A 625 627 628 629 651 652 653 654 656 656A 657 658                  |                    | Madrid      |      |
| 1334                                   | Palacio de La Moncloa                       | 83 133 162 164 621 622 623 624 624A 625 627 628 629 651 652 653 654 656 656A 657 658                  |                    | Madrid      |      |
| 1336                                   | Estadística - Geografía e Historia          | 83 133 162 651 652 653 654 656 656A 657 658                                                           |                    | Madrid      |      |
| 1338                                   | Veterinaria                                 | 83 133 162 164 621 622 623 624 624A 625 627 628 629 651 652 653 654 656 656A 657 658 661 661A 662 664 |                    | Madrid      |      |
| 06248                                  | Av. Reyes Católicos - Sta. Beatriz de Silva | 561 561A 561B 626                                                                                     |                    | Majadahonda |      |
| 17742                                  | Av. España - Av. Reyes Católicos            | 685 1                                                                                                 |                    | Majadahonda |      |
| 12500                                  | Av. España - Centro de Salud                | 1 |                    | Majadahonda |      |
| 12504                                  | Av. España - Colombia                       | 685 1                                                                                                 |                    | Majadahonda |      |
| 09408                                  | Av. España - Cervantes                      | 561 561A 567 626                                                                                      |                    | Majadahonda |      |
| 12987                                  | Av. España - Parque Colón                   | 561 561A 567 626 685                                                                                  |                    | Majadahonda |      |
| 18072                                  | Francisco Umbral - Ctra. Boadilla           | 561 561A 567 651 654                                                                                  |                    | Majadahonda |      |
| 06245                                  | Ctra. Boadilla - Cementerio                 | 567 650B 2                                                                                            |                    | Majadahonda |      |
| 08796                                  | Ctra. Boadilla - Urb. El Paular             | 567 650B 2                                                                                            |                    | Majadahonda |      |
| 19400                                  | Av. Rey Juan Carlos I - El Paular           | 567 650B                                                                                              |                    | Majadahonda |      |
| 08792                                  | Ctra. Pozuelo - Ins. Nacional de Sanidad    | 561 561A 561B 567 626 633 650B 653 654 1                                                              |                    | Majadahonda |      |
| 12016                                  | Moreras - Escuela de Fútbol                 | 565 567 626 650B 685                                                                                  |                    | Majadahonda |      |
| 13038                                  | Velázquez - C.C. Centro Oeste               | 567 626 633 654                                                                                       |                    | Majadahonda |      |
| 18854                                  | Velázquez - Joaquín Turina                  | 567 626                                                                                               |                    | Majadahonda |      |
| 17926                                  | Ruperto Chapí - Av. Oliva                   | 567 580 626 650A 653                                                                                  |                    | Majadahonda |      |
| 17923                                  | J. Rodrigo - Hospital Puerta de Hierro      | 567 580 620 626 633 650A 653 667 685 1                                                                |                    | Majadahonda |      |

### Sentido Madrid
| Código                                 | Parada                                      | Común con                                                                                         | Conexión con Metro | Municipio   | Zona |
| -------------------------------------- | ------------------------------------------- | ------------------------------------------------------------------------------------------------- | ------------------ | ----------- | ---- |
| 17923                                  | J. Rodrigo - Hospital Puerta de Hierro      | 567 580 620 626 633 650A 653 667 685 1                                                            |                    | Majadahonda |      |
| 17683                                  | Av. Oliva - Moreno Torroba                  | 567 580 626 650B 653 2                                                                            |                    | Majadahonda |      |
| 17725                                  | Av. Oliva - Ruperto Chapí                   | 567 580 626 650B 653 2                                                                            |                    | Majadahonda |      |
| 18855                                  | Velázquez - Joaquín Turina                  | 567 626                                                                                           |                    | Majadahonda |      |
| 13042                                  | Velázquez - C.C. Centro Oeste               | 567 626 633 654                                                                                   |                    | Majadahonda |      |
| 12017                                  | Moreras - Escuela de Fútbol                 | 565 567 626 650A 685                                                                              |                    | Majadahonda |      |
| 08791                                  | Ctra. Pozuelo - Ins. Nacional de Salud      | 561 561A 561B 567 626 633 650A 653 654 2                                                          |                    | Majadahonda |      |
| 17840                                  | Ctra. Pozuelo - Av. Rey Juan Carlos I       | 567 626 653                                                                                       |                    | Majadahonda |      |
| 11420                                  | Av. España - Huerto                         | 626 654 685 2                                                                                     |                    | Majadahonda |      |
| 06244                                  | Av. España - El Zoco                        | 626 633 651 654 2                                                                                 |                    | Majadahonda |      |
| 12271                                  | Av. España - Los Olmos                      | 561 561A 567 626 654 685 2                                                                        |                    | Majadahonda |      |
| 09410                                  | Av. España - Cervantes                      | 561 561A 567 626                                                                                  |                    | Majadahonda |      |
| 12503                                  | Av. España - Doctor Calero                  | 685 2                                                                                             |                    | Majadahonda |      |
| 12499                                  | Av. España - Centro de Salud                | 2                                                                                                 |                    | Majadahonda |      |
| 17743                                  | Av. España - Av. Reyes Católicos            | 685 2                                                                                             |                    | Majadahonda |      |
| 11019                                  | Av. Reyes Católicos - Sta. Beatriz de Silva | 561 561A 561B 626                                                                                 |                    | Majadahonda |      |
| 06268                                  | Av. Padre Huidobro - P.º Ermita             | 621 622 623 625 627 628 629 631 635 641 642 643 651 652 653 654 656 656A 657 661 661A 662 664 815 |                    | Madrid      |      |
| 4311                                   | Padre Huidobro - Carretera de Castilla      | 162 621 622 623 624 624A 625 627 628 629 651 652 653 654 656 656A 657 658                         |                    | Madrid      |      |
| 23                                     | Estadística - Geografía e Historia          | Autobuses interurbanos del Corredor 6                                                             |                    | Madrid      |      |
| 1335                                   | Palacio de La Moncloa                       | Autobuses interurbanos del Corredor 6                                                             |                    | Madrid      |      |
| 1333                                   | Escuela Agronómica                          | Autobuses interurbanos del Corredor 6                                                             |                    | Madrid      |      |
| Terminal de las expediciones diurnas   |                                             |                                                                                                   |                    |             |      |
| 17480                                  | Intercambiador de Moncloa (dársena 38)      | 653 654                                                                                           | Moncloa            | Madrid      |      |
| Terminal de las expediciones nocturnas |                                             |                                                                                                   |                    |             |      |
| 6003                                   | Moncloa (Ministerio del Aire)               | 651 652 654 656 656A 657 658A N901 N902 N906                                                      | Moncloa            | Madrid      |      |

## Galería de imágenes

Mapa de la distribución de dársenas del intercambiador de Moncloa con la distribución de cabeceras de las líneas de autobuses, entre las que aparece la línea 655.